# Claude Colombo
Claude Colombo (* 1. Oktober 1960 in Nizza, Frankreich) ist ein ehemaliger französischer Fußballschiedsrichter.
Bereits 1986 pfiff Colombo mit der Begegnung zwischen Italien und der Schweiz (3:2) in der Qualifikation zur EM 1988 erstmals eine internationale Partie. In der französischen Liga wurde er ab der Saison 1990/91 eingesetzt. Ab 1995 leitete er zahlreiche weitere internationale Spiele und wurde daraufhin zum FIFA-Schiedsrichter. Dies blieb er bis zu seinem altersbedingten Ausscheiden im Jahr 2005. In Frankreich, wo er auf 237 Erstligaeinsätze in 16 Jahren kommt, pfiff er noch bis 2006. Hauptberuflich ist er Lehrer für Wirtschaftswissenschaften.